# Funambulus layardi
Espèce
Synonymes
- Funambulus (Funambulus) layardi (Blyth, 1849)[2]
- Funambulus layardi Robinson, 1917[3]
- Sciurus layardi Blyth, 1849[3]
- Tamoides layardi layardi[3]
- Tamoides layardi signatus[3]

Statut de conservation UICN

 VU A3c+4c; B1ab(i,ii,iii) : Vulnérable
Funambulus layardi est une espèce de rongeurs de la famille des Sciuridés. Cet écureuil est endémique du Sri Lanka.

## Liste des sous-espèces
Selon Mammal Species of the World (version 3, 2005)  (24 juin 2018) :
- sous-espèce Funambulus layardi dravidianus
- sous-espèce Funambulus layardi layardi